# Conjeturas de Weil
En matemáticas, las conjeturas de Weil fueron algunas propuestas muy influyentes realizadas por André Weil, que condujo a un exitoso programa de varias décadas para probarlas, en el que muchos investigadores líderes desarrollaron el marco de la geometría algebraica moderna y la teoría de números. 
Las conjeturas se refieren a las funciones generadoras (conocidas como funciones zeta locales) derivadas de contar el número de puntos en variedades algebraicas sobre campos finitos. Una variedad V sobre un campo finito con q elementos tiene un número finito de puntos racionales (con coordenadas en el campo original), así como puntos con coordenadas en cualquier extensión finita del campo original. La función generadora tiene coeficientes derivados de los números Nk de puntos sobre el campo de extensión con qk elementos. 
Weil conjeturó que tales funciones zeta para variedades suaves deberían ser funciones racionales, deberían satisfacer una forma de ecuación funcional y deberían tener sus ceros en lugares restringidos. Las dos últimas partes fueron modeladas de manera bastante consciente en la función zeta de Riemann, un tipo de función generadora de enteros primos, que obedece a una ecuación funcional y (conjeturalmente) tiene sus ceros restringidos por la hipótesis de Riemann. La racionalidad fue probada por Bernard Dwork, la ecuación funcional por Alexander Grothendieck, y el análogo de la hipótesis de Riemann por Pierre Deligne (1974).

## Antecedentes e historia
El primer antecedente de las conjeturas de Weil es obra de Carl Friedrich Gauss y aparece en la sección VII de sus Disquisitiones Arithmeticae (Mazur, 1974), relacionado con las raíces de la unidad y los períodos gaussianos. En el artículo 358, pasa de los períodos que construyen torres de extensiones cuadráticas, para la construcción de polígonos regulares; y supone que p es un número primo tal que p − 1 es divisible por 3. Entonces existe un campo cúbico cíclico dentro del campo ciclotómico de las p raíces de la unidad, y una base integral normales de periodos para los números enteros de este campo (una instancia del teorema de Hilbert-Speiser). Gauss construyó los períodos de orden 3, correspondientes al grupo cíclico (Z/pZ)× de los residuos de módulo p distintos de cero bajo la multiplicación y su subgrupo único de índice tres. Gauss deja {\displaystyle {\mathfrak {R}}}, {\displaystyle {\mathfrak {R}}'} y {\displaystyle {\mathfrak {R}}''} sean sus clases laterales. Tomando los períodos (sumas de raíces de la unidad) correspondientes a estas clases laterales aplicadas a exp(2πi/p), observó que estos períodos tienen una tabla de multiplicación que es accesible para el cálculo. Los productos son combinaciones lineales de los períodos, y determinó sus coeficientes. Estableció, por ejemplo, {\displaystyle ({\mathfrak {R}}{\mathfrak {R}})} igual al número de elementos de Z/pZ que están en {\displaystyle {\mathfrak {R}}} y que, después de aumentar en uno, también están en {\displaystyle {\mathfrak {R}}}. Probó que este número y los relacionados son los coeficientes de los productos de los períodos. Para ver la relación de estos conjuntos con las conjeturas de Weil, obsérvese que si α y α + 1 están ambos en {\displaystyle {\mathfrak {R}}}, entonces existen x e y en Z/pZ de modo que x3 = α e y3 = α + 1; en consecuencia, x3 + 1 = y3. Por lo tanto {\displaystyle ({\mathfrak {R}}{\mathfrak {R}})} es el número de soluciones para x3 + 1 = y3 en el campo finito Z/pZ. Los otros coeficientes tienen interpretaciones similares. La determinación de Gauss de los coeficientes de los productos de los períodos, por lo tanto, cuenta el número de puntos en estas curvas elípticas, y como subproducto demuestra el análogo de la hipótesis de Riemann. 
Emil Artin (1924) estudió las conjeturas de Weil en el caso especial de las curvas algebraicas. Por su parte, Weil probó el caso de las curvas sobre campos finitos, terminando el proyecto iniciado por el teorema de Hasse sobre curvas elípticas sobre campos finitos. Su interés era bastante obvio desde dentro de la teoría de números: implicaban límites superiores para sumas exponenciales, una preocupación básica en la teoría analítica de números (Moreno, 2001). 
Lo que fue realmente llamativo, desde el punto de vista de otras áreas matemáticas, es la conexión propuesta con la topología algebraica. Dado que los campos finitos son de naturaleza discreta, y la topología solo habla de lo continuo, la formulación detallada de Weil (basada en la elaboración de algunos ejemplos) fue sorprendente y novedosa. Sugirió que la geometría sobre campos finitos debería encajar en patrones bien conocidos relacionados con los números de Betti, o con el teorema de punto fijo de Lefschetz entre otros. 
La analogía con la topología sugirió que se estableciera una nueva teoría homológica aplicable dentro de la geometría algebraica. Esto llevó dos décadas (era un objetivo central del trabajo y la escuela de Alexander Grothendieck) a partir de las sugerencias iniciales de Serre. La parte racional de las conjeturas fue probada primero por Bernard Dwork (1960), utilizando métodos p-ádicos.Grothendieck (1965) y sus colaboradores establecieron la conjetura racional, la ecuación funcional y el enlace a los números de Betti utilizando las propiedades de cohomología étale, una nueva teoría de la cohomología desarrollada por Grothendieck y Artin para atacar las conjeturas de Weil, como se describe en Grothendieck (1960). De las cuatro conjeturas, la del análogo de la hipótesis de Riemann fue la más difícil de probar. Motivado por la prueba de Serre (1960) de un análogo de las conjeturas de Weil para variedades de Kähler, Grothendieck imaginó una prueba basada en sus conjeturas estándar sobre ciclos algebraicos (Kleiman, 1968). Sin embargo, las conjeturas estándar de Grothendieck permanecen abiertas (excepto el teorema de Lefschetz fuerte, que Deligne probó al extender su trabajo sobre las conjeturas de Weil), y Deligne probó el análogo de la hipótesis de Riemann, utilizando la teoría de la cohomología étale pero evitando el uso de conjeturas estándar mediante un argumento ingenioso.Deligne (1980) encontró y probó una generalización de las conjeturas de Weil, delimitando los pesos del empuje de un haz.

## Declaración de las conjeturas de Weil
Supóngase que X es una variedad algebraica proyectiva n dimensional no singular sobre el campo Fq con q elementos. La función zeta ζ(X, s) de X es por definición 
{\displaystyle \zeta (X,s)=\exp \left(\sum _{m=1}^{\infty }{\frac {N_{m}}{m}}q^{-ms}\right)}
donde Nm es el número de puntos de X definidos sobre la extensión de grado m Fqm de Fq. 
Las conjeturas de Weil indican: 
1. (Racionalidad) ζ(X, s) es una función racional de T = q−s. Más precisamente, ζ(X, s) se puede escribir como un producto alternativo finito 
{\displaystyle \prod _{i=0}^{2n}P_{i}(q^{-s})^{(-1)^{i+1}}={\frac {P_{1}(T)\dotsb P_{2n-1}(T)}{P_{0}(T)\dotsb P_{2n}(T)}},} donde cada Pi(T) es un polinomio integral. Además, P0(T) = 1 − T, P2n(T) = 1 − qnT, y para 1 ≤ i ≤ 2n − 1, Pi(T) factores sobre C como {\displaystyle \textstyle \prod _{j}(1-\alpha _{ij}T)} para algunos números αij.
2. (Ecuación funcional y dualidad de Poincaré) La función zeta satisface 
{\displaystyle \zeta (X,n-s)=\pm q^{{\frac {nE}{2}}-Es}\zeta (X,s)} o equivalente
{\displaystyle \zeta (X,q^{-n}T^{-1})=\pm q^{\frac {nE}{2}}T^{E}\zeta (X,T)} donde E es la característica de Euler de X. En particular, para cada i, los números α2n−i,1, α2n−i,2,... son iguales a los números qn/αi,1, qn/αi,2,... en algún orden.
3. (Hipótesis de Riemann) | αi,j | = qi/2 para todos 1 ≤ i ≤ 2n − 1 y todos j. Esto implica que todos los ceros de Pk(T) encuentran en la "línea crítica" de los números complejos s con la parte real k/2.
4. (Números de Betti) Si X es una (buena) "reducción de módulo p" de una variedad proyectiva no singular Y definida sobre un campo numérico incrustado en el campo de números complejos, entonces el grado de Pi es el i-ésimo número de Betti del espacio de los puntos complejos de Y.

## Ejemplos

### La recta proyectiva
El ejemplo más simple (que no sea un punto) es tomar X como la recta proyectiva. El número de puntos de X sobre un campo con qm elementos es solo Nm = qm + 1 (donde el " + 1 " proviene del "punto en el infinito"). La función zeta es 
1/(1 − q−s)(1 − q1−s).
Es fácil verificar todas las partes de las conjeturas de Weil directamente. Por ejemplo, la variedad compleja correspondiente es la esfera de Riemann y sus números iniciales de Betti son 1, 0, 1.

### Espacio proyectivo
No es mucho más difícil comprobarlo con el espacio proyectivo n dimensional. El número de puntos de X sobre un campo con qm elementos es solo Nm = 1 + qm + q2m + ⋯ + qnm. La función zeta es 
1/(1 − q−s)(1 − q1−s)(1 − q2−s)⋯(1 − qn−s).
Nuevamente es fácil verificar todas las partes de las conjeturas de Weil directamente (el espacio proyectivo complejo da los números Betti relevantes, que casi determinan la respuesta). 
El número de puntos en la línea proyectiva y el espacio proyectivo son muy fáciles de calcular porque pueden escribirse como uniones disjuntas de un número finito de copias de espacios afines. También es fácil probar las conjeturas de Weil para otros espacios, como los Grassmannianos y las variedades de bandera, que tienen la misma propiedad de "teselado". 

### Curvas elípticas
Son los primeros casos no triviales de las conjeturas de Weil (demostrados por Hasse). Si E es una curva elíptica sobre un campo finito con q elementos, entonces el número de puntos de E definidos sobre el campo con qm elementos es 1 − αm − βm + qm, donde α y β son conjugados complejos con valor absoluto √q. La función zeta es 
ζ(E, s) = (1 − αq−s)(1 − βq−s)(1 − q−s)(1 − q1−s).

## Cohomología de Weil
Weil sugirió que las conjeturas se derivarían de la existencia de una "teoría de la cohomología de Weil" adecuada para variedades sobre campos finitos, similar a la cohomología habitual con coeficientes racionales para variedades complejas. Su idea era que si F es el automorfismo de Frobenius sobre el campo finito, entonces el número de puntos de la variedad X sobre el campo de orden qm es el número de puntos fijos de Fm (que actúa sobre todos los puntos de la variedad X definidos sobre el cierre algebraico). En la topología algebraica, el número de puntos fijos de un automorfismo puede calcularse utilizando el teorema del punto fijo de Lefschetz, dado como una suma alterna de trazas en los grupos de cohomología. Entonces, si hubiera grupos de cohomología similares para variedades sobre campos finitos, la función zeta podría expresarse en términos de ellos. 
El primer problema con esta proposición es que el campo de coeficientes para una teoría de la cohomología de Weil no puede ser el de los números racionales. Para ver esto, considérese el caso de una curva elíptica supersingular sobre un campo finito de característica p. Su anillo de endomorfismo es un orden en un álgebra de cuaterniones sobre los números racionales, y debe actuar sobre el primer grupo de cohomología, que debe ser un espacio vectorial bidimensional sobre el campo del coeficiente por analogía con el caso de una curva elíptica compleja. Sin embargo, un álgebra de cuaterniones sobre los racionales no puede actuar en un espacio vectorial bidimensional sobre los racionales. El mismo argumento elimina la posibilidad de que el campo de coeficientes sean los números reales o los números p-ádicos, porque el álgebra de cuaterniones sigue siendo un álgebra de división sobre estos campos. Sin embargo, no elimina la posibilidad de que el campo del coeficiente sea el campo de los números l-ádicos para algunos primos l ≠ p, porque sobre estos campos la división del álgebra se divide y se convierte en un álgebra matricial, que puede actuar en un espacio vectorial bidimensional. Grothendieck y Michael Artin lograron construir teorías de cohomología adecuadas sobre el campo de los números l-ádicos para cada primo l ≠ p, llamadas cohomologías l-ádicas. 

## Pruebas de Grothendieck de tres de las cuatro conjeturas
A finales de 1964, Grothendieck junto con Artin y Jean-Louis Verdier (y el trabajo anterior de 1960 de Dwork) demostraron las conjeturas de Weil, aparte de la tercera conjetura más difícil anterior (la conjetura de la "hipótesis de Riemann") (Grothendieck 1965). Los teoremas generales sobre la cohomología étale le permitieron a Grothendieck probar un análogo de la fórmula del punto fijo de Lefschetz para la teoría de la cohomología l-ádica, y al aplicarla al automorfismo de Frobenius F pudo probar la fórmula conjeturada para la función zeta: 
{\displaystyle \zeta (s)={\frac {P_{1}(T)\cdots P_{2n-1}(T)}{P_{0}(T)P_{2}(T)\cdots P_{2n}(T)}}}
donde cada polinomio Pi es el determinante de I - TF en el grupo de cohomología I-ádico Hi. 
La racionalidad de la función zeta se sigue de inmediato. La ecuación funcional para la función zeta se deriva de la dualidad de Poincaré para la cohomología l-ádica, y la relación con los números de Betti complejos de una elevación se deriva de un teorema de comparación entre la cohomología l-ádica y la cohomología ordinaria para variedades complejas. 
De manera más general, Grothendieck demostró una fórmula similar para la función zeta (o "función L generalizada") de un haz F0: 
{\displaystyle Z(X_{0},F_{0},t)=\prod _{x\in |X_{0}|}\det(1-F_{x}^{*}t^{\deg(x)}|F_{0})^{-1}}
como producto sobre grupos de cohomología: 
{\displaystyle Z(X_{0},F_{0},t)=\prod _{i}\det(1-F^{*}t|H_{c}^{i}(F))^{(-1)^{i+1}}}
El caso especial del haz constante proporciona la función zeta habitual. 

## Primera prueba de Deligne de la conjetura de la hipótesis de Riemann
Verdier (1974),Serre (1975),Katz (1976) y Freitag y Kiehl (1988) dieron explicaciones de la primera prueba de Deligne (1974). Mucho del trabajo de fondo sobre cohomología l-ádica es descrito en (Deligne, 1977).
La primera prueba de Deligne de la tercera conjetura de Weil restante (la "conjetura de la hipótesis de Riemann") utilizó los siguientes pasos: 

### Uso de los lápices de Lefschetz
- Grothendieck expresó la función zeta en términos de la traza de Frobenius en grupos de cohomología l-ádica, por lo que las conjeturas de Weil para una variedad d-dimensional V sobre un campo finito con q elementos dependen de demostrar que los valores propios α de Frobenius actúan sobre el i-ésimo grupo de cohomología I-ádico Hi(V) de V con valores absolutos | α | = q i / 2 (para incrustar los elementos algebraicos de Ql en los números complejos).
- Después de explotar V y extender el campo base, se puede suponer que la variedad V posee un morfismo en la recta proyectiva P1, con un número finito de fibras singulares con singularidades muy suaves (cuadráticas). La teoría de la monodromía de los lápices de Lefschetz, introducida para las variedades de complejos (y cohomología ordinaria) por Lefschetz (1924), y ampliada por Grothendieck (1972) y Deligne y Katz (1973) a la cohomología l-ádica, relaciona la cohomología de V con sus fibras. La relación depende del espacio Ex de los ciclos de desvanecimiento, el subespacio de la cohomología Hd-1(Vx) de una fibra no singular Vx, dividido por clases que desaparecen en fibras singulares.
- La secuencia espectral de Leray relaciona el grupo de cohomología media de V con la cohomología de la fibra y la base. La parte difícil de tratar es más o menos un grupo H1(P1, j*E) = H1
c (U, E), donde U son los puntos de la recta proyectiva con fibras no singulares, y j es la inclusión de U en la recta proyectiva, y E es el haz con fibras de los espacios Ex de los ciclos de desvanecimiento.

### La estimación clave
El núcleo de la prueba de Deligne es mostrar que el haz E sobre U es puro, en otras palabras, encontrar los valores absolutos de los valores propios de Frobenius en sus fibras. Esto se hace estudiando las funciones zeta de las potencias pares Ek de E y aplicando la fórmula de Grothendieck para las funciones zeta como productos alternos sobre grupos de cohomología. La idea crucial de considerar incluso k potencias de E fue inspirada por un artículo de Rankin (1939), que utilizó una idea similar con k = 2 para delimitar la función tau de Ramanujan.Langlands (1970) señaló que una generalización del resultado de Rankin para valores pares más altos de k implicaría la conjetura de Ramanujan, y Deligne se dio cuenta de que en el caso de las funciones zeta de variedades, la teoría de Grothendieck de las funciones zeta de los haces proporcionaba un análogo de esta generalización. 
- Los polos de la función zeta de Ek se encuentran usando la fórmula de Grothendieck

{\displaystyle Z(U,E^{k},T)={\frac {\det(1-F^{*}T|H_{c}^{1}(E^{k}))}{\det(1-F^{*}T|H_{c}^{0}(E^{k}))\det(1-F^{*}T|H_{c}^{2}(E^{k}))}}}
y calcular explícitamente los grupos de cohomología en el denominador. El H 0
c término generalmente es solo 1, ya que U normalmente no es compacto, y el H 2
c se puede calcular explícitamente de la siguiente manera. La dualidad de Poincaré relaciona H 2
c (Ek) con H 0
(Ek), que a su vez es el espacio de covariantes del grupo monodrómico, que es el grupo geométrico fundamental de U que actúa sobre la fibra de Ek en un punto. La fibra de E tiene una forma bilineal inducida por el producto de copa, que es antisimétrica si d es par, y convierte a E en un espacio simpléctico. Esta última afirmación es algo inexacta: Deligne luego demostró que E∩E⊥ = 0 al usar el teorema de Lefschetz, lo que requiere las conjeturas de Weil, y la prueba de las conjeturas de Weil realmente tiene que usar un argumento un poco más complicado con E/E∩E⊥ en lugar de E). Un argumento de Kazhdan y Margulis demuestra que la imagen del grupo monodrómico que actúa sobre E, dada por la fórmula de Picard-Lefschetz, es densa de Zariski en un grupo simpléctico y, por lo tanto, tiene los mismos invariantes, que son bien conocidos por la teoría clásica invariante. Un seguimiento de la acción de Frobenius en este cálculo permite demostrar que sus valores propios son todos qk(d−1)/2+1, por lo que la función zeta de Z(Ek,T) tiene polos solo en T = 1/qk(d −1)/2+1.
- El producto Euler para la función zeta de E k es

{\displaystyle Z(E^{k},T)=\prod _{x}{\frac {1}{Z(E_{x}^{k},T)}}}
Si k es par, entonces todos los coeficientes de los factores de la derecha (considerados como series de potencias en T) no son negativos; esto se sigue escribiendo 
{\displaystyle {\frac {1}{\det(1-T^{\deg(x)}F_{x}|E^{k})}}=\exp \left(\sum _{n>0}{\frac {T^{n}}{n}}{\text{Trace}}(F_{x}^{n}|E)^{k}\right)}
y usando el hecho de que las trazas de potencias de F son racionales, por lo que sus k potencias no son negativas cuando k es par. Deligne demuestra la racionalidad de las trazas relacionándolas con números de puntos de variedades, que son siempre enteros (racionales).
- La serie de potencias para Z(Ek,T) converge para T menor que el valor absoluto 1/qk(d−1)/2+1 de su único polo posible. Cuando k es par, los coeficientes de todos sus factores de Euler no son negativos, de modo que cada uno de los factores de Euler tiene coeficientes limitados por una constante multiplicada por los coeficientes de Z(Ek,T) y, por lo tanto, converge en la misma región y no tiene polos en esta región. Entonces, para k, incluso los polinomios Z(Ek
x,T) no tienen ceros en esta región, o en otras palabras, los valores propios de Frobenius en las fibras de E k tienen un valor absoluto como máximo de qk(d −1)/2+1.
- Esta estimación se puede utilizar para encontrar el valor absoluto de cualquier valor propio α de Frobenius en una fibra de E de la siguiente manera. Para cualquier número entero k, αk es un valor propio de Frobenius en una fibra de Ek, que para k par está limitado por q1+k(d−1)/2. Entonces

{\displaystyle |\alpha ^{k}|\leq q^{k(d-1)/2+1}}
Como esto es cierto para incluso k arbitrariamente grande, esto implica que 
{\displaystyle |\alpha |\leq q^{(d-1)/2}.}
La dualidad de Poincaré implica entonces que 
{\displaystyle |\alpha |=q^{(d-1)/2}.}

### Finalización de la prueba
La deducción de la hipótesis de Riemann a partir de esta estimación es principalmente un uso bastante sencillo de las técnicas estándar y se realiza de la siguiente manera: 
- Los valores propios de Frobenius en H1
c (U, E) ahora se pueden estimar, ya que son los ceros de la función zeta del haz E. Esta función zeta se puede escribir como un producto de Euler de las funciones zeta de las fibras de E, y el uso de la estimación de los valores propios de estas fibras muestra que este producto converge para | T | < q-d/2−1/2, para que no haya ceros de la función zeta en esta región. Esto implica que los valores propios de Frobenius en E son como máximo qd/2+1/2 en valor absoluto (de hecho, pronto se verá que tienen un valor absoluto exactamente de qd/2). Este paso del argumento es muy similar a la prueba habitual de que la función zeta de Riemann no tiene ceros con una parte real mayor que 1, escribiéndola como un producto de Euler.
- La conclusión de esto es que los valores propios α de Frobenius de una variedad de dimensión par d en el grupo de cohomología media satisface

{\displaystyle |\alpha |\leq q^{d/2+1/2}}
Para obtener la hipótesis de Riemann, es necesario eliminar el 1/2 del exponente. Esto puede hacerse de la siguiente manera. La aplicación de esta estimación a cualquier potencia uniforme Vk de V y el uso de la fórmula de Künneth muestra que los valores propios de Frobenius en la cohomología media de una variedad V de cualquier dimensión d satisfacen 
{\displaystyle |\alpha ^{k}|\leq q^{kd/2+1/2}}
Como esto es cierto para incluso k arbitrariamente grande, esto implica que 
{\displaystyle |\alpha |\leq q^{d/2}}
La dualidad de Poincaré implica entonces que 
{\displaystyle |\alpha |=q^{d/2}.}
- Esto prueba las conjeturas de Weil para la cohomología media de una variedad. Las conjeturas de Weil para la cohomología por debajo de la dimensión media se derivan de esto aplicando el teorema de Lefschetz débil, y las conjeturas para la cohomología por encima de la dimensión media se derivan de la dualidad de Poincaré.

## Segunda prueba de Deligne
Deligne (1980) encontró y probó una generalización de las conjeturas de Weil, limitando los pesos del empuje de un haz. En la práctica, es esta generalización, más que las conjeturas originales de Weil, la que se usa principalmente en aplicaciones, como el Teorema de Lefschetz duro. Gran parte de la segunda prueba es una reorganización de las ideas de su primera prueba. La idea adicional principal necesaria es un argumento estrechamente relacionado con el teorema de Jacques Hadamard y de la Vallée Poussin, utilizado por Deligne para mostrar que varias series L no tienen ceros con la parte real 1.
Un haz construible en una variedad sobre un campo finito se llama puro de peso β si para todos los puntos x los valores propios del Frobenius en x tienen valor absoluto N(x)β/2, y se llama mezcla de peso ≤ β si puede escribirse como extensiones repetidas de haces puros con pesos ≤ β.. 
El teorema de Deligne establece que si f es un morfismo de esquemas de tipo finito sobre un campo finito, entonces Rif! lleva haces mixtos de peso ≤ β a haces mixtos de peso ≤ β+i. 
Las conjeturas originales de Weil siguen tomando f para ser un morfismo de una variedad suave y proyectiva a un punto y considerando la constante gavilla Q l en la variedad. Esto proporciona un límite superior en los valores absolutos de los valores propios de Frobenius, y la dualidad de Poincaré muestra que este también es un límite inferior. 
En general Rif! no lleva haces puros a haces puros. Sin embargo, ocurre cuando existe una forma adecuada de dualidad de Poincaré, por ejemplo, si f es suave y adecuada, o si se trabaja con haces perversos en lugar de haces como en Beilinson, Bernstein y Deligne (1982). 
Inspirado por el trabajo de Witten (1982) sobre la teoría de Morse,Laumon (1987) encontró otra prueba, utilizando la transformación de Fourier l-ádica de Deligne, que le permitió simplificar la prueba de Deligne evitando el uso del método de Hadamard y de la Vallée Poussin. Su prueba generaliza el cálculo clásico del valor absoluto de las sumas de Gauss utilizando el hecho de que la norma de una transformada de Fourier tiene una relación simple con la norma de la función original.Kiehl y Weissauer (2001) utilizaron la prueba de Laumon como base para su exposición del teorema de Deligne.Katz (2001) dio una nueva simplificación de la prueba de Laumon, utilizando la monodromía en el espíritu de la primera prueba de Deligne.Kedlaya (2006) dio otra prueba usando la transformada de Fourier, reemplazando la cohomología etale por una cohomología rígida.

## Aplicaciones
- Deligne (1980) pudo probar el teorema de Lefschetz duro sobre campos finitos utilizando su segunda prueba de las conjeturas de Weil.
- Deligne (1971) había demostrado previamente que la conjetura de Ramanujan–Petersson se desprende de las conjeturas de Weil.
- Deligne (1974) utilizó las conjeturas de Weil para probar estimaciones de sumas exponenciales.
- Nick Katz y William Messing (1974) pudieron probar la conjetura estándar de tipo Künneth sobre campos finitos utilizando la prueba de Deligne de las conjeturas de Weil.